# Borås stadsteater
Borås stadsteater grundades 1964, då kulturnämnden i Borås tog över huvudansvaret för den dåvarande Borås kretsteater (grundad 1954 av Lars-Gerhard Norberg). 1975 flyttade teatern in i det då nybyggda Kulturhuset vid P.A Halls Terrass i centrala Borås där teatern än idag är kvar. Innan dess hade man använt sig av Borås gamla teater, byggd 1873 och riven 1983.
Teatern har två scener: Stora scenen med 497 sittplatser fördelat på parkett och balkong, och Lilla scenen med 115 sittplatser. Förutom teater ges även dansföreställningar.
Chef för Borås Stadsteater är Marie Nyman (sedan 2014).

## Tidigare teaterchefer
- Palle Granditsky[1], 1957–1964
- Hans Råstam, 1964–1981
- Bo G. Forsberg
- Thomas Müller, 1986–1990
- Gugge Sandström
- Peter Wahlqvist, 1989-1992
- Jarl Lindahl, 1992-2001
- Jan P Bordahl,
- Tom Deutgen, 2003–2006
- Karin Veres, 2007–2011
- Alf Algestam, tf teaterchef 2011–2012
- Monica Wilderoth, 2012–2013
- Johan Huldt, tf teaterchef 2014–2015

## Fasta ensemblen
- Lennart Eriksson
- Eva Claar
- Frederik Nilsson
- Lars G. Svensson
- Gunilla Rydholm Eriksson
- Elin Bornell

### Skådespelare som varit engagerade vid Borås Stadsteater
| - Leif Adolfsson - Jan Ahlgren - Gustav Berg - Lena-Pia Bernhardsson - Tomas Bolme - Brita Borg - Elin Bornell - Mikael Dahl - Percy Brandt - Tom Deutgen - Sören Eriksson | - Karin de Frumerie - Catherine Hansson - Maia Hansson Bergqvist - Roland Hedlund - Rune Jansson - Jussi Larnö - Eva Millberg - Moa Myrén - Elisabeth Nordkvist - Ylva Olaison - Göran Parkrud | - Med Reventberg - Jonathan Silén - Arne Strand - Roland Söderberg - Ove Tjernberg - Eje Wall - Tove Wiréen - Martin Östh - Sven Olof Jansson - Palle Granditsky - Anita Blom |

## Föreställningar
1993 hade Mats Wahls teaterpjäs Kentaur urpremiär på Borås Stadsteater i regi av Göran Parkrud.